# Municipio de Calnali
El municipio de Calnali es uno de los ochenta y cuatro municipios que conforman el estado de Hidalgo, México. La cabecera municipal y localidad más poblada es Calnali.
Calnali se localiza al norte del territorio hidalguense entre los paralelos 20°50′ y 20°59′ de latitud norte; los meridianos 98°25′ y 98°41′ de longitud oeste; con una altitud entre 200 y 1800 m s. n. m. Este municipio cuenta con una superficie de 211.01 km², y representa el 1.01 % de la superficie del estado; dentro de los límites de las regiones geográficas de la Sierra Alta y la Huasteca.
Colinda al norte con los municipios de Tlanchinol, Huazalingo y Yahulica; al este con el municipio de Yahualica; al sur con los municipios de Tianguistengo y Xochicoatlán; al oeste con los municipios de Lolotla y Tlanchinol.

## Toponimia
Se deriva de dos vocablos náhuatl calli -casa- y nalli el otro lado, o sea al lado opuesto de Tlala, nombre de un río; por lo tanto su significado es; Casa al otro lado del río.

## Geografía

### Relieve e hidrográfica

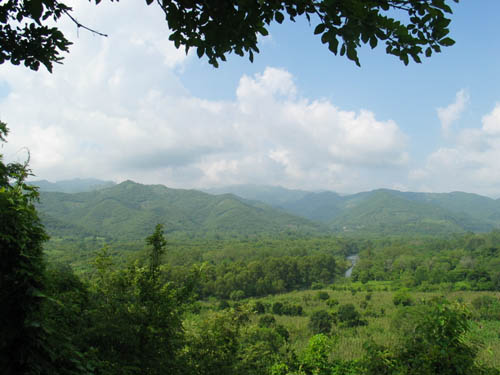
Panorámica del municipio.

En cuanto a fisiografía se encuentra en la provincia del Sierra Madre Oriental; dentro de la subprovincias del Carso Huasteco. Su territorio escompletamente sierra. Algunas de sus principales elevaciones es el cerro Paxtepetl que presenta una altitud de 1700 metros sobre el nivel del mar (m s. n. m.), así como el cerro de la Aguja o Punta Aguda (Huitzmalotépetl). Existen también los cerros de Teacal, Huehuenco, Mahuaquitepetl, Ixpatlax, Xalchi y Cuitlanolo importantes por la altitud que tienen desde los 1200 m s. n. m. hasta 1700 m s. n. m.
En cuanto a su geología corresponde al periodo cretácico (33.0%), paleógeno (27.53%), pérmico (20.0%), neógeno (15.0%),
jurásico (2.0%) y cuaternario (1.0%). Con rocas tipo ígnea extrusiva: lutita–arenisca (47.0%), caliza (19.0%), caliza–lutita (16.0%) y arenisca–conglomerado (0.53%); Suelo: aluvial (1.0%). En cuanto a edafología el suelo dominante es cambisol (38.0%), regosol (29.53%), umbrisol (22.0%), luvisol (6.0%) y phaeozem (3.0%).
En lo que respecta a la hidrología se encuentra posicionado en la región hidrológica del Pánuco; en la cuenca del río Moctezuma; dentro de la subcuenca río los Hules. Las corrientes de agua que conforman el municipio son; Calnali, TetilaQuetzalzongo, Acuapa-Huazalingo, Chahala-Pochula, Xontla, Atempa, Chichayotla, Techimico, Agua Salada, Contzintla y Agua Bendita.

### Clima
El territorio municipal se encuentran los siguientes climas con su respectivo porcentaje: Semicálido húmedo con lluvias todo el año (84.0%) y templado húmedo con lluvias todo el año (16.0%). Se presenta un clima templado-frío, con una temperatura anual de 17 °C; precipitación pluvial media de 560 milímetros por año con un periodo de lluvias en el mes de mayo a septiembre.
El clima semicálido húmedo con lluvias todo el año, se encuentra en las localidades de Chichayotla, Coyula, Atempa, Papatlatla y la propia cabecera. Registra también un clima templado húmedo con lluvias todo el año se encuentra en la localidad de Ahuacatlán.
Su temperatura anual es de 19 °C y su precipitación pluvial de 1800 a 2500 mm al año. En este municipio llueve intensamente por los meses de agosto y septiembre, también durante mayo, junio y julio aunque no con la misma intensidad, debido a que son aguaceros aislados y momentáneos. En los meses de noviembre, diciembre y enero caen lloviznas que dejan sentir el frío con espesas neblinas en las partes altas.

### Ecología
La flora es abundante y muy variada se desarrolla el cuatlapan, encino, ocote, xuchiate, palo escrito; en clima templado xuchiate, álamo, roble, cedro rojo; en clima caliente: chijol, aretillo, pata de vaca, cedro rojo, hule, chicozapote y otros. Además de árboles exóticos como naranja, lima pagua, la pomarrosa, el durazno, la granada y otros. En cuanto a fauna está conformada por venado, jabalí, tigrillo, gato montés, liebre, tejón, mapache, armadillo, conejo, ardillas, zorro, zorrillo, águila, zopilote, guajolote, así como una gran variedad de reptiles, insectos y arácnidos.

## Demografía

### Población
De acuerdo a los resultados que presentó el Censo Población y Vivienda 2020 del INEGI, el municipio cuenta con un total de 16 150 habitantes, siendo   7744 hombres y 8406 mujeres. Tiene una densidad de 76.5 hab/km², la mitad de la población tiene 32 años o menos, existen 92 hombres por cada 100 mujeres.
El porcentaje de población que habla lengua indígena es de 28.87 %, y el porcentaje de población que se considera afromexicana o afrodescendiente es de 0.53 %. En el municipio la población habla principalmente Náhuatl de la Huasteca hidalguense.
Tiene una Tasa de alfabetización de 98.6 % en la población de 15 a 24 años, de 78.6 % en la población de 25 años y más. El porcentaje de población según nivel de escolaridad, es de 14.5 % sin escolaridad, el 59.8 % con educación básica, el 16.3 % con educación media superior, el 9.2 % con educación superior, y 0.2 % no especificado.
El porcentaje de población afiliada a servicios de salud es de 80.1 %. El 3.7 % se encuentra afiliada al IMSS, el 84.9 % al INSABI, el 9.9 % al ISSSTE, 1.6 % IMSS Bienestar, 0.9 % a las dependencias de salud de PEMEX, Defensa o Marina, 0.2 % a una institución privada, y el 0.1 % a otra institución. El porcentaje de población con alguna discapacidad es de 6.9 %. El porcentaje de población según situación conyugal, el 37.5 % se encuentra casada, el 29.8 % soltera, el 21.0 % en unión libre, el 3.8 % separada, el 0.5 % divorciada, el 7.4 % viuda.
Para 2020, el total de viviendas particulares habitadas es de 4736 viviendas, representa el 0.6 % del total estatal. Con un promedio de ocupantes por vivienda 3.4 personas. El material predominante en su construcción como son los pisos está hecha a base de cemento o firme en su mayoría, así como madera, mosaico u otro recubrimiento; en las paredes utilizan principalmente el tabique, ladrillo, block, piedra o cemento, madera, embarro o bajareque; y en los techos lámina de asbesto y lámina de cartón; existen techos de losa de concreto, tabique o ladrillo pero en una cantidad muy reducida. En el municipio para el año 2020, el servicio de energía eléctrica abarca una cobertura del 98.5 %; el servicio de agua entubada un 51.5 %; el servicio de drenaje cubre un 96.8 %; y el servicio sanitario un 97.9 %.

### Localidades

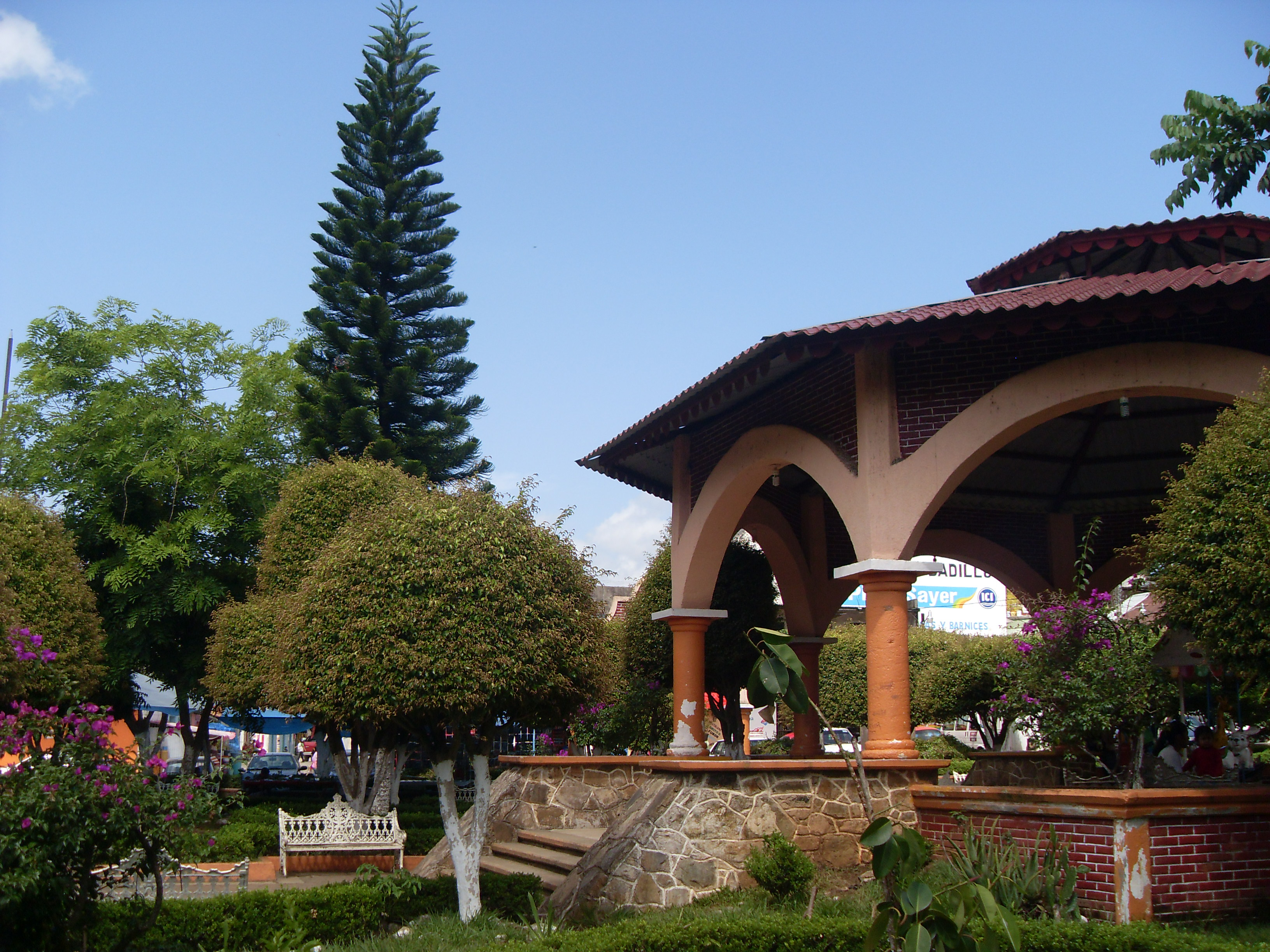
Centro de la localidad de Calnali.

Para el año 2020, de acuerdo al Catálogo de Localidades, el municipio cuenta con 64 localidades.
| Código INEGI | Localidad                                   | Población (2020) | Porcentaje (%) | Ámbito Población | Categoría Población |
| ------------ | ------------------------------------------- | ---------------- | -------------- | ---------------- | ------------------- |
| 130140001    | Calnali                                     | 4235             | 26.22          | Urbano           | Comunidad           |
| 130140010    | Papatlatla                                  | 2430             | 15.05          | Rural            | Comunidad           |
| 130140009    | San Andrés Chichayotla                      | 1355             | 8.39           | Rural            | Comunidad           |
| 130140003    | Ahuacatlán                                  | 821              | 5.08           | Rural            | Comunidad           |
| 130140007    | Coyula                                      | 754              | 4.67           | Rural            | Comunidad           |
| 130140006    | Coamitla                                    | 644              | 3.99           | Rural            | Ranchería           |
| 130140015    | Tecpaco                                     | 591              | 3.66           | Rural            | Ranchería           |
| 130140004    | Atempa                                      | 562              | 3.48           | Rural            | Ranchería           |
| 130140014    | Santa Lucía (Mesa de Santa Lucía)           | 453              | 2.80           | Rural            | Ranchería           |
| 130140013    | Rancho Nuevo                                | 431              | 2.67           | Rural            | Ranchería           |
| 130140011    | Pezmatlán                                   | 371              | 2.30           | Rural            | Ranchería           |
| 130140020    | Tula                                        | 337              | 2.09           | Rural            | Ranchería           |
| 130140016    | Tecueyaca                                   | 312              | 1.93           | Rural            | Ranchería           |
| 130140017    | Techichico                                  | 269              | 1.67           | Rural            | Ranchería           |
| 130140018    | Tochintlán                                  | 226              | 1.40           | Rural            | Ranchería           |
| 130140019    | Tostlamantla                                | 199              | 1.23           | Rural            | Ranchería           |
| 130140022    | Buenavista                                  | 192              | 1.19           | Rural            | Ranchería           |
| 130140005    | Camotla                                     | 165              | 1.02           | Rural            | Ranchería           |
| 130140098    | Palzoquitempa                               | 141              | 0.87           | Rural            | Ranchería           |
| 130140063    | Cruz Verde (Tempalahuaco)                   | 131              | 0.81           | Rural            | Ranchería           |
| 130140064    | Tecuapa                                     | 117              | 0.72           | Rural            | Ranchería           |
| 130140109    | San Isidro                                  | 115              | 0.71           | Rural            | Ranchería           |
| 130140117    | El Plan                                     | 108              | 0.67           | Rural            | Ranchería           |
| 130140084    | Tlatexco                                    | 108              | 0.67           | Rural            | Ranchería           |
| 130140029    | Texcaco (Sagrado Corazón de Jesús)          | 89               | 0.55           | Rural            | Ranchería           |
| 130140008    | Chiatipán                                   | 88               | 0.54           | Rural            | Ranchería           |
| 130140080    | Nuevo Cuaptonapa                            | 86               | 0.53           | Rural            | Ranchería           |
| 130140081    | Pezmatépetl                                 | 83               | 0.51           | Rural            | Ranchería           |
| 130140067    | Tonalaco                                    | 68               | 0.42           | Rural            | Ranchería           |
| 130140069    | Xacalco                                     | 58               | 0.36           | Rural            | Ranchería           |
| 130140043    | Chicuapa                                    | 57               | 0.35           | Rural            | Ranchería           |
| 130140073    | Chalahuico                                  | 56               | 0.35           | Rural            | Ranchería           |
| 130140055    | Ahuamolos                                   | 55               | 0.34           | Rural            | Ranchería           |
| 130140086    | Agiladero                                   | 46               | 0.28           | Rural            | Ranchería           |
| 130140116    | Agua Bendita                                | 41               | 0.25           | Rural            | Ranchería           |
| 130140052    | Xaltipa                                     | 38               | 0.24           | Rural            | Ranchería           |
| 130140065    | Tlalica                                     | 37               | 0.23           | Rural            | Ranchería           |
| 130140114    | Barrio Guadalupano (Santa Cruz Guadalupana) | 28               | 0.17           | Rural            | Ranchería           |
| 130140027    | Piedras Blancas                             | 26               | 0.16           | Rural            | Ranchería           |
| 130140028    | Arroyo del Muerto (Piedras Blancas)         | 23               | 0.14           | Rural            | Ranchería           |
| 130140115    | Tepetzintla (Papatlatla)                    | 23               | 0.14           | Rural            | Ranchería           |
| 130140058    | La Ciénega                                  | 22               | 0.14           | Rural            | Ranchería           |
| 130140078    | Metlatépetl                                 | 22               | 0.14           | Rural            | Ranchería           |
| 130140091    | La Ciénega (Agua Zarca)                     | 19               | 0.12           | Rural            | Ranchería           |
| 130140042    | Atezco                                      | 18               | 0.11           | Rural            | Ranchería           |
| 130140070    | Ayacapa                                     | 15               | 0.09           | Rural            | Ranchería           |
| 130140048    | Tiocintepec                                 | 15               | 0.09           | Rural            | Ranchería           |
| 130140110    | Temanaxteco                                 | 10               | 0.06           | Rural            | Ranchería           |
| 130140021    | Pezmapa                                     | 7                | 0.04           | Rural            | Ranchería           |
| 130140089    | Coahuizas                                   | 6                | 0.04           | Rural            | Ranchería           |
| 130140075    | Hualul                                      | 6                | 0.04           | Rural            | Ranchería           |
| 130140062    | Temextla                                    | 6                | 0.04           | Rural            | Ranchería           |
| 130140031    | Tetzintla                                   | 6                | 0.04           | Rural            | Ranchería           |
| 130140107    | Cuatlapalapa                                | 5                | 0.03           | Rural            | Ranchería           |
| 130140060    | Michinteopan                                | 4                | 0.02           | Rural            | Ranchería           |
| 130140025    | Acatempa                                    | 3                | 0.02           | Rural            | Ranchería           |
| 130140074    | Cholingo                                    | 3                | 0.02           | Rural            | Ranchería           |
| 130140045    | Tlalica                                     | 3                | 0.02           | Rural            | Ranchería           |
| 130140087    | Coamila                                     | 2                | 0.01           | Rural            | Ranchería           |
| 130140093    | Cuitlachamaco                               | 2                | 0.01           | Rural            | Ranchería           |
| 130140108    | Hueytepec                                   | 2                | 0.01           | Rural            | Ranchería           |
| 130140096    | Molhuasco                                   | 2                | 0.01           | Rural            | Ranchería           |
| 130140097    | Octatitla                                   | 2                | 0.01           | Rural            | Ranchería           |
| 130140083    | Tepeyacapa                                  | 1                | 0.01           | Rural            | Ranchería           |

## Política
Se erigió como municipio a partir del 15 de febrero de 1826. El Honorable Ayuntamiento está compuesto por: 1 presidente municipal, 1 síndico, 8 regidores y 34 delegados municipales. De acuerdo al Instituto Nacional electoral (INE) el municipio está integrado 16 secciones electorales, de la 0224 a la 0239. Para la elección de diputados federales a la Cámara de Diputados de México y diputados locales al Congreso de Hidalgo, se encuentra integrado al I Distrito Electoral Federal de Hidalgo y al II Distrito Electoral Local de Hidalgo. A nivel estatal administrativo pertenece a la Macrorregión IV y a la Microrregión XV, además de a la Región Operativa VIIi Tlanchinol.

### Cronología de presidentes municipales

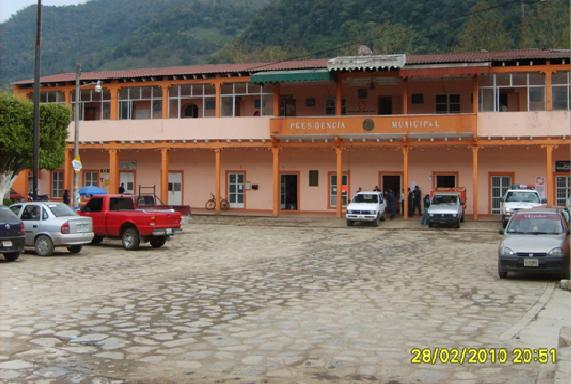
Palacio municipal de Calnali.

| Periodo                  | Nombre                      | Afiliación política        |
| ------------------------ | --------------------------- | -------------------------- |
| 1964-1967                | Luis Aquino Díaz            | -                          |
| 1967-1970                | Zenaido Olivares P.         | -                          |
| 1970-1973                | Brigido Pérez Oropeza       | -                          |
| 1973-1976                | Manuel Serna Ortega         | -                          |
| 1976-1979                | Joel Granados Castillo      | -                          |
| 1979-1982                | Raúl Granados Hernández     | -                          |
| 1982-1985                | Francisco Austria Castillo  | -                          |
| 1985-1988                | Roberto Melo Sena           | -                          |
| 1988-1991                | Ponciano Austria Castillo   | -                          |
| 1991-1994                | Jaime Maussan Gómez         | -                          |
| 16/01/1994 al 15/01/1997 | José Noemí Ramírez Cortés   | PRI                        |
| 16/01/1997 al 15/01/2000 | Saúl Granados Hernández     | PRI                        |
| 16/01/2000 al 15/01/2003 | Brigido Escudero Rojas      | PRI                        |
| 16/01/2003 al 15/01/2006 | Heron Acosta Montaño        | PAN                        |
| 16/01/2006 al 15/01/2009 | Alfredo Granados Hernández  | PAN                        |
| 16/01/2009 al 15/01/2012 | Wenceslao Revilla Hernández | Convergencia               |
| 16/01/2012 al 04/09/2016 | Rodrigo Rodríguez Cisneros  | Juntos por Hidalgo         |
| 05/09/2016 al 04/09/2020 | Miguel Jiménez Espinoza     | PES                        |
| 05/09/2020 al 14/12/2020 | Saúl Granados Hernández     | Concejo Municipal Interino |
| 15/12/2020 al 04/09/2024 | Isaid Acosta Téllez         | PESH                       |
| 05/09/2024 al 04/09/2027 | Corina Jiménez Melo         | PT                         |

## Economía

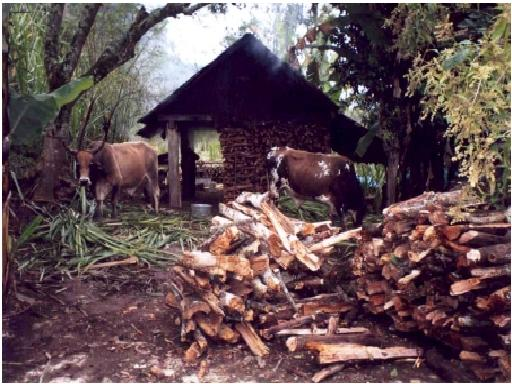
Silvicultura en el municipio.

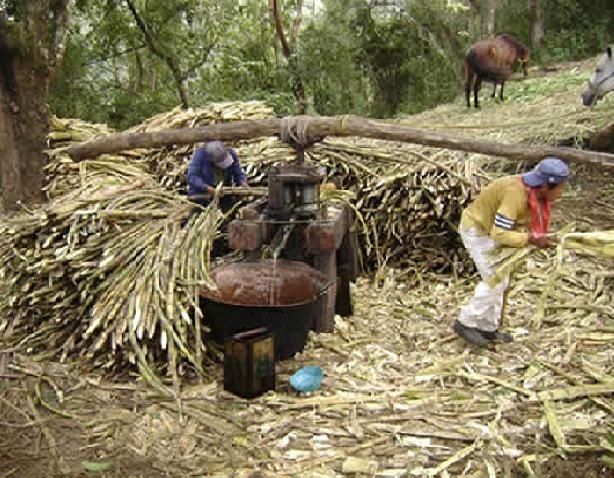
Molienda de caña en el municipio.

En 2015 el municipio presenta un IDH de 0.661 Medio, por lo que ocupa el lugar 66-° a nivel estatal; y en 2005 presentó un PIB de $395 787 324 pesos mexicanos, y un PIB per cápita de $25 026 (precios corrientes de 2005).
De acuerdo con el Consejo Nacional de Evaluación de la Política de Desarrollo Social (Coneval), el municipio registra un Índice de Marginación Alto; y el 49.7% de la población se encuentra en pobreza moderada y 36.5%  se encuentra en pobreza extrema.
A datos de 2015, en materia de agricultura, se desarrolla la agricultura a base de cultivos de temporal, destaca el maíz grano con una superficie sembrada de 3300 ha con un volumen de producción de 3199 tn y en segundo lugar pastos con una superficie de 2839 ha con un volumen de producción de 69 272 tn. En ganadería se cría mayormente ganado bovino, porcino y aves; se tiene un volumen de producción de ganado bovino de 421 toneladas, ganado porcino de 160 toneladas, ganado ovino 28 toneladas, 102 toneladas de ave en pie además de 13 toneladas de guajolote.
En cuanto a silvicultura también cuenta con una considerable superficie forestal, la cual le permite obtener a través de la explotación de sus recursos, productos maderables como el encino y el pino; estas maderas se procesan de manera tal que los productos terminados que se comercializan más son la resina, barbasco y leña.
En las industrias se cuenta con tostado de café y empaque, elaboración de piloncillo el cual se obtiene de la caña de azúcar, la elaboración de muebles de madera y maquiladoras. En el comercio cuenta con 12 tiendas Diconsa; y 6 tianguis en donde se venden artículos de la región.
De acuerdo con cifras al año 2015 presentadas en los censos económicos del INEGI, la Población Económicamente Activa (PEA) de 12 años y más del municipio asciende a 4881 de las cuales 4809 se encuentran ocupadas y 72 se encuentran desocupadas. El 42.65% pertenece al sector primario, el 17.97% pertenece al sector secundario, el 36.60% pertenece al sector terciario.